# Römhild
Römhild est une petite ville allemande de Thuringe, située dans l'arrondissement de Hildburghausen. Elle est le siège de la communauté d'administration du Gleichberg (Verwaltungsgemeinschaft Gleichberg) et elle fut la résidence des ducs de Saxe-Römhild.

## Géographie

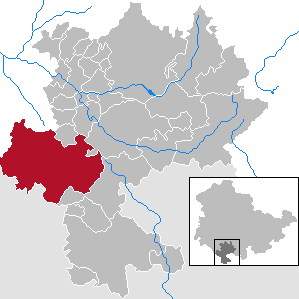
Situation de la ville (en rouge) dans l'arrondissement de Hildburghausen

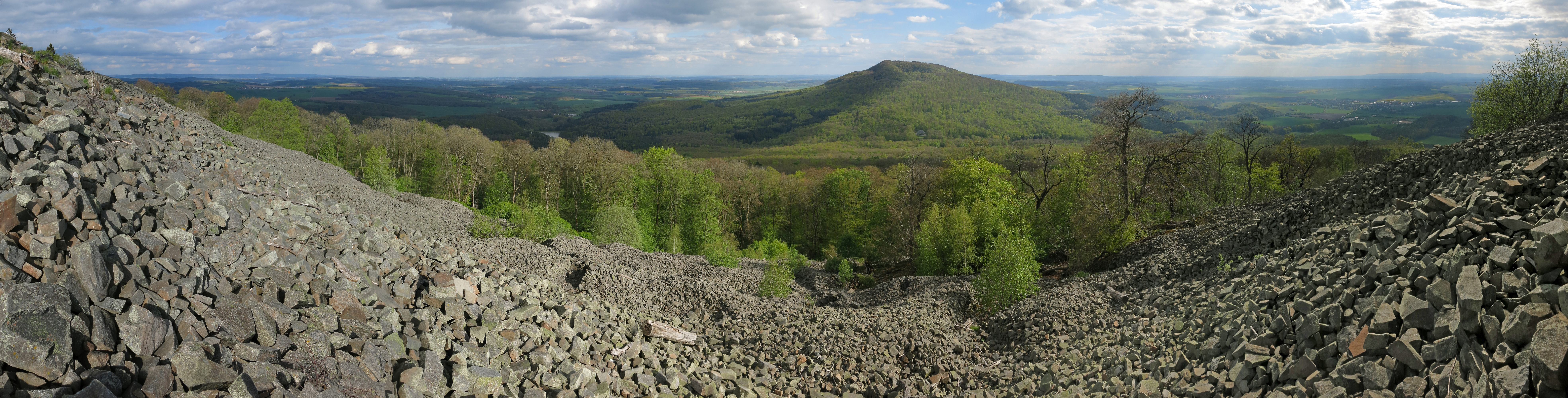
Vue du Kleiner Gleichberg, dans l'est du village.

Römhild est située dans l'ouest de l'arrondissement, dans la région du Grabfeld, dans l'ancien comté de Henneberg, à l'ouest du Gleichberg (679 -m au Großer Gleicheberg, 642 m au Kleine Glechberg), à 14,5 km à l'ouest de Hildburghausen, le chef-lieu de l'arrondissement.
Communes limitrophes (en commençant par le nord et dans le sens des aiguilles d'une montre) : Haina, Dingsleben, Gleichamberg, Milz et Mendhausen.

## Histoire

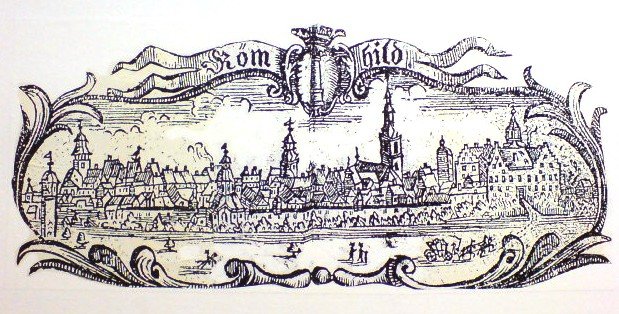
Gravure représentant Römhild en 1680

L'histoire de Römhild est très ancienne puisque les traces d'un oppidum celte remontant au Ve siècle avant Jésus-Christ, d'une superficie de 60 ha, ont été retrouvés sur la colline du Steinsberg.
La première mention écrite de la ville date de l'an 800, dans un document faisant état de la possession du village par l'abbaye de Fulda. En 1300, le comte Heinrich IV de Henneberg-Hartenberg fonde la ville actuelle à un kilomètre au sud-ouest de l'ancienne agglomération. Ce nouvel établissement acquiert les droits de ville dès 1317 et le droit de marché en 1498 seulement.
De 1465 à 1491, les comtes de Henneberg entreprennent la construction du château de Glücksburg. Il sera reconstruit à la fin du XVIe siècle. En 1572, la ville passe entre les mains du duché de Saxe-Cobourg, puis, en 1640, dans les possessions du duché de Saxe-Altenbourg et enfin, en 1672, dans celles du duché de Saxe-Gotha.
De 1680 à 1710, Römhild devient la résidence des ducs de Saxe-Römhild. Après la mort sans descendance du duc Henri de Saxe-Römhild, la ville rejoint le duché de Saxe-Cobourg-Saalfeld, puis en 1826 le duché de Saxe-Meiningen.
Pendant la Seconde Guerre mondiale, 250 prisonniers de guerre polonais sont utilisés comme travailleurs forcés. En 1943, un camp d'éducation par le travail est créé à Römhild. Six cents personnes y sont déportées et travaillent dans les carrières et les forêts avoisinantes, 300 d'entre eux en meurent.
La ville est occupée en 1945 par les troupes américaines qui cèdent la place en juillet aux Russes. Römhild intègre alors la Zone d'occupation soviétique puis en 1949, la République démocratique allemande (RDA) dans l'arrondissement de Hildburghausen. Pendant cette période, la ville se spécialise dans la poterie et devient le plus grand centre de production de poteries à la main du pays.
Après la réunification de 1989, elle rejoint en 1994 le land de Thuringe recréé et l'arrondissement de Hildburghausen.
Le 31 décembre 2012, la ville de Römhlid absorbe la commune de Gleichamberg ainsi que les communes de Haina, Mendhausen, Milz, Westenfeld, qui faisaient partie de la communauté de communes du Gleichberg.

## Démographie
| 1631  | 1672 | 1833  | 1885  | 1910  | 1925  | 1933  | 1939  | 1987  |
| ----- | ---- | ----- | ----- | ----- | ----- | ----- | ----- | ----- |
| 1 400 | 790  | 1 582 | 1 800 | 1 788 | 1 800 | 1 813 | 2 145 | 2 200 |

| 1992  | 1995  | 2000  | 2005  | 2011  | - | - | - | - |
| ----- | ----- | ----- | ----- | ----- | - | - | - | - |
| 2 008 | 1 931 | 1 933 | 1 951 | 1 846 | - | - | - | - |

## Politique
Le bourgmestre de Römhild élu en 2013 est M. Günther Köhler sur une liste indépendante.
Aux élections municipales de 2014, les résultats obtenus ont été les suivants :
| Parti        | Pourcentage de voix |
| ------------ | ------------------- |
| CDU          | 44,1 %              |
| Die Linke    | 19,6 %              |
| Freie Wähler | 18,5 %              |
| SPD          | 7,9 %               |
| Grüne        | 4,00 %              |

## Jumelages
Römhild est jumelée avec :
 Bad Königshofen im Grabfeld (Allemagne) dans l'arrondissement de Rhön-Grabfeld en Bavière

## Monuments et manifestations
- Château de Glücksburg, commencé par le comte Frédéric II de Hartenberg-Henneberg en 1465 et terminé par son fils Hermann VIII en 1491. Dès 1539, le château est la proie des flammes, il est reconstruit de 1585 à 1633 et il devient la résidence des ducs de Saxe-Römhild à la fin du XVIIe siècle. C'est de nos jours un musée.

- Église paroissiale. La tombe d'Élisabeth et Hermann VIII de Henneberg qui se trouve dans l'église de Römhild a parfois été attribuée à Herman Vischer le jeune (c.1486-1517), membre de la famille Vischer de Nuremberg. C'est un chef-d'œuvre de l'art du bronze.

- Steinsburg, traces d'un oppidum celte et musée.

- Maison de Plaisance de Mertzelbach (Lustschloss im Mertzelbach) du duc Henri de Saxe-Römhild. Situé entre Römhild et Hartenberg, son emplacement exact est inconnu. Composé de deux étages, il fut démoli en 1708 sur les ordres du duc et ses pierres servirent à construire l'église du cimetière de Rômhild.

- Festival International de la Céramique, exposition dont la dernière édition a eu lieu en 2011.

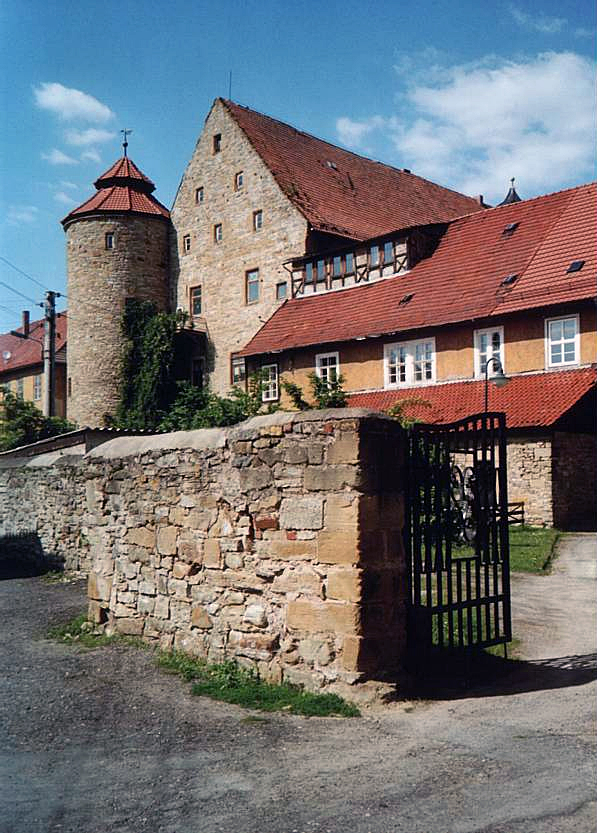
Château de Glücksburg.
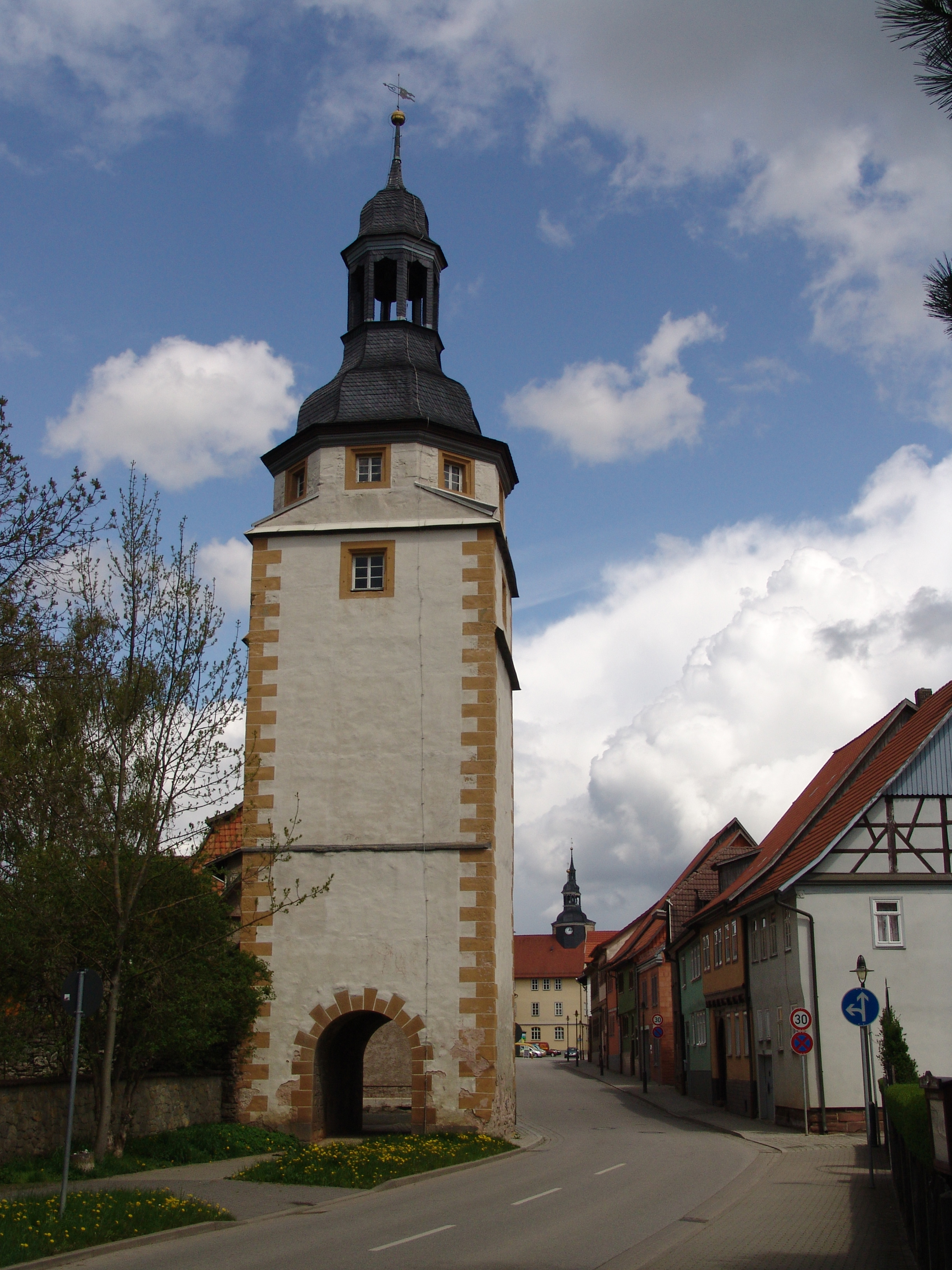
La Stadtturm.
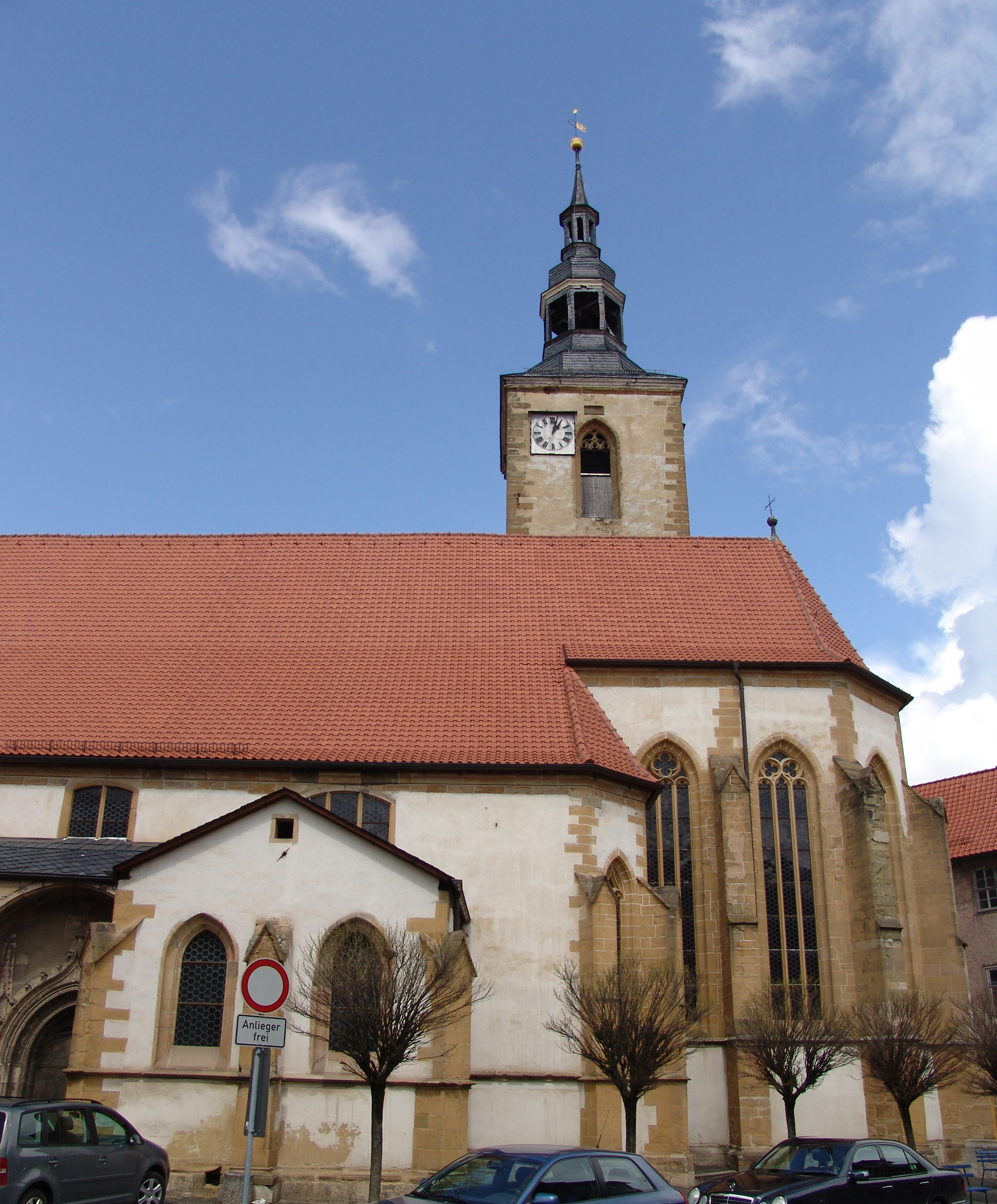
L'église paroissiale de Römhild.
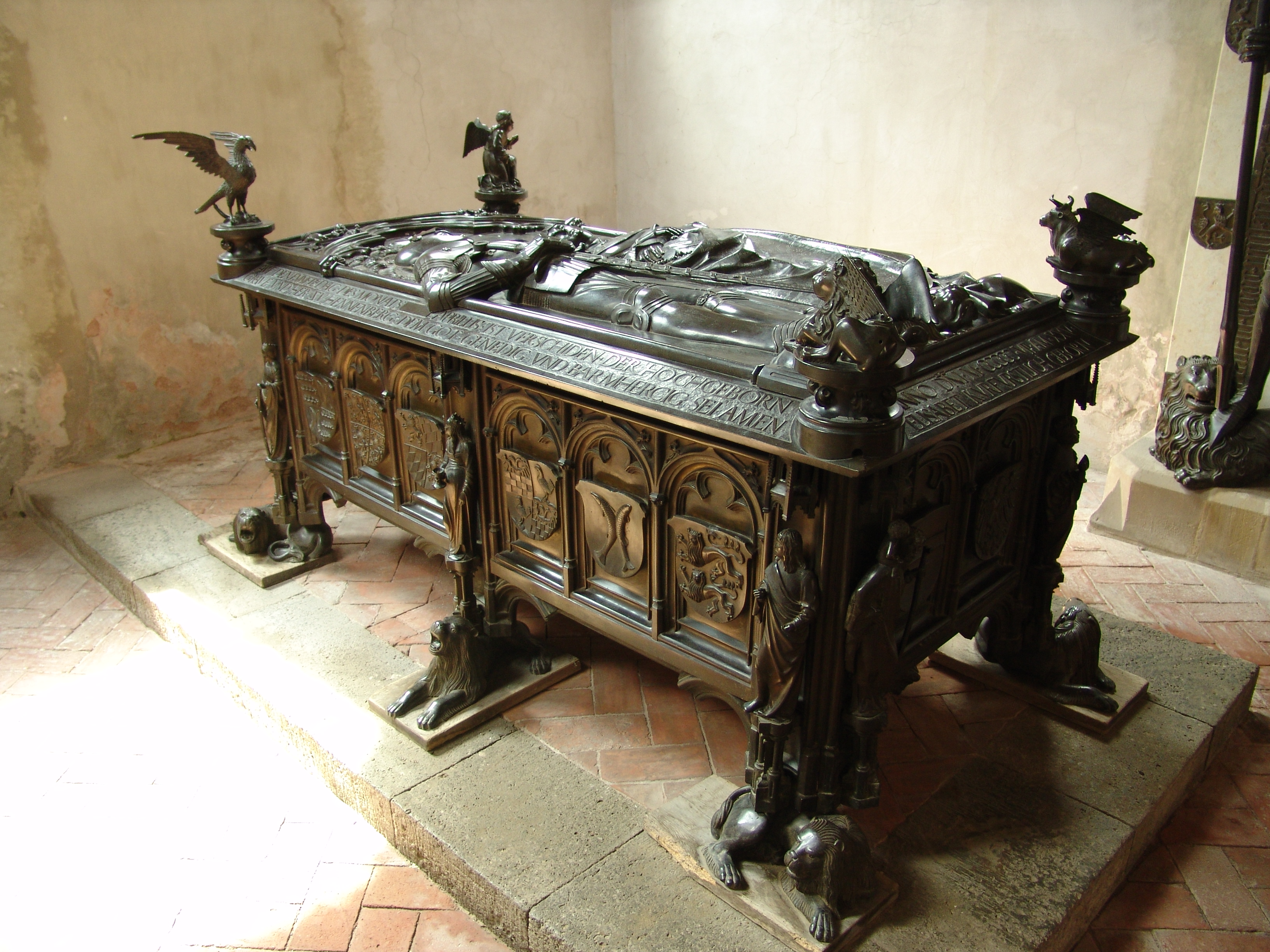
Le cénothaphe du comte Hermann VIII de Henneberg et de son épouse Elisabeth de Brandebourg.
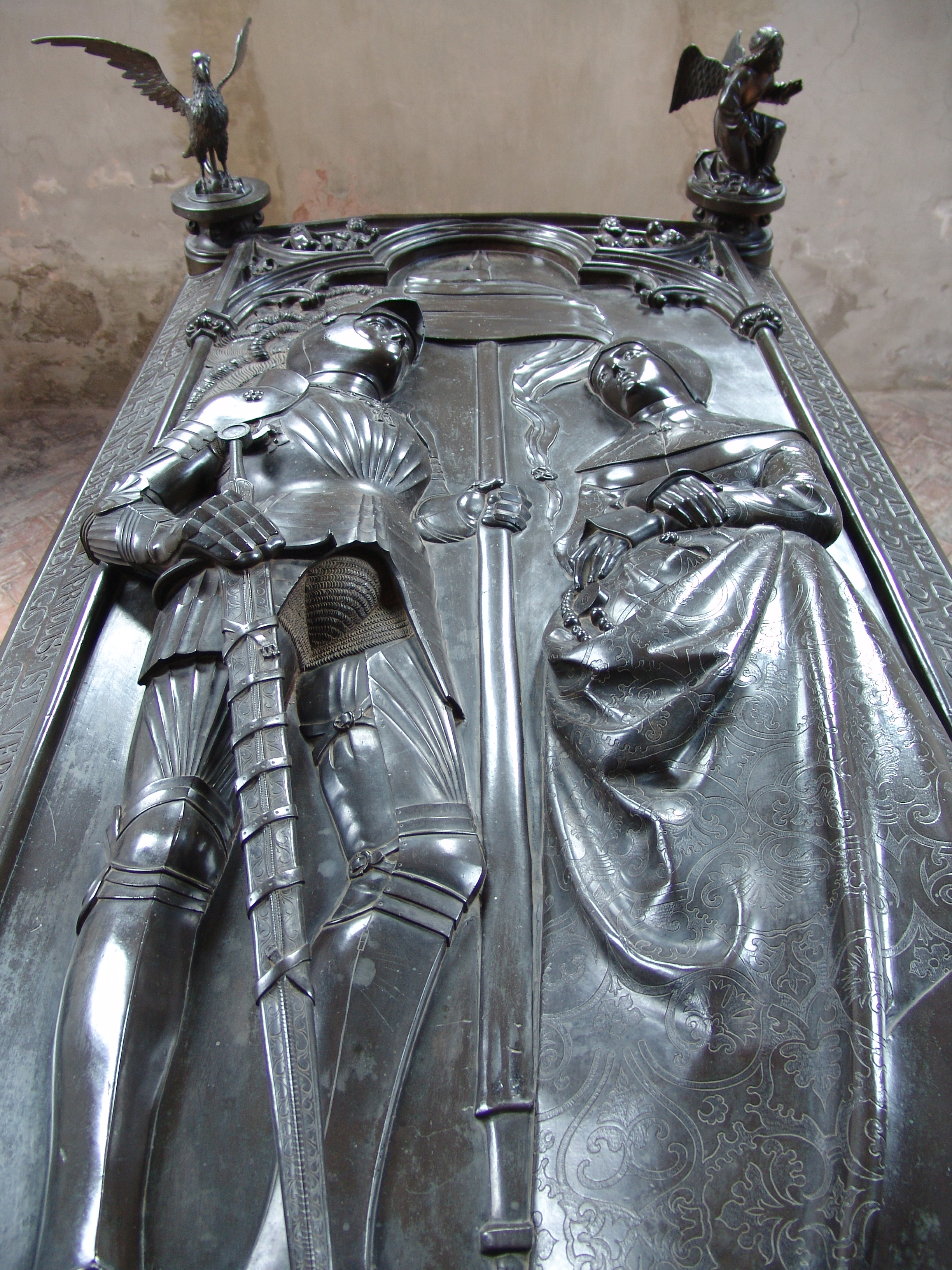
Gisants de Hermann VIII et d'Elisabeth.

## Économie
La poterie a été depuis le XIXe siècle l'activité principale de la ville de Römhild. De 1893 à 1970, Römhild a été reliée par un chemin de fer à voie étroite à Rentwerthausen.

## Communications

### Routes
Römhild est située sur la route régionale L1131 qui la relie à Haina et Meiningen au nord et à Milz et Bad Königshofen im Grabfeld au sud.
La L1132 rejoint Hildburghausen à l'est la K508 Mendhausen à l'ouest.

## Personnalités
- Johann Martin Dömming (1703-1760), compositeur né à Milz.
- Louis Stoetzer (1842-1906), général prussien, gouverneur de la place de Metz né à Römhild.
- Otto Graf (1896-1977), acteur et metteur en scène né à Haina.